# جون دي سولس
دي جون جيرارد لونجر سولس (بالإنجليزية: John de Saulles)‏‏ (25 مايو 1878 في ساوث بيت لحم (بنسيلفانيا) - 3 أغسطس 1917 في وستباري) ممثل، ولاعب ومدرب كرة قدم أمريكية وسمسار عقارات ورجل أعمال من الولايات المتحدة. قُتل على يد زوجته السابقة بلانكا إراثوريث أثناء خلاف نشب بينهما حول حضانة ابنهما، إلا أنها بُرأت في مٌحاكمة حازت بتغطية إعلامية كبيرة.